# Ветеска, Матеуш
Матеуш Ветеска (пол. Mateusz Wieteska; родился 11 февраля 1997, Варшава) — польский футболист. защитник клуба «Кальяри» и сборной Польши. Выступает на правах аренды за клуб ПАОК.

## Карьера
Ветеска тренировался в клубе «Легия» в родном городе Варшава. 19 июля 2014 года он дебютировал в Экстракласе за клуб в матче против «Белхатува». Ветеска практически не играл за команду, поэтому на вторую половину сезона был отдан в аренду в клуб «Зомбковия», где сыграл всего несколько игр. Вернувшись в «Легию» по окончании аренды, он по-прежнему играл мало, но смог выиграть свой первый трофей, чемпионат Польши 2015/2016. В 2017 году он снова был отдан в аренду, на этот раз в клуб «Хробры Глогув», за который провёл 14 матчей и забил три гола.
7 июля 2017 года Ветеска подписал контракт с «Гурником» из Забже. В клубе ему быстро стали доверять, и он сразу стал основным игроком. 15 июля 2017 года он сыграл свой первый матч за новый клуб против «Легии», своего бывшего клуба. 25 августа 2017 года он забил свой первый гол в новом клубе в ворота плоцкой «Вислы». За сезон он забил много голов для центрального защитника. С командой он занял пятое место в турнирной таблице.
В июле 2018 года вернулся в «Легию». В него поверил тренер команды Рикарду Са Пинту.
В 2011 году дебютировал в составе юношеской сборной Польши. В течение 2016—2019 годов привлекался в состав различных молодёжных сборных Польши. На молодёжном уровне сыграл в 25 официальных матчах, забил 3 гола. В 2019 году участвовал на молодёжном чемпионате Европы. На турнире сыграл во всех трёх матчах.

## Достижения
«Легия»
- Чемпион Польши (3):  2015/16, 2019/20, 2020/21
- Обладатель Кубка Польши (2): 2014/15, 2015/16